# Мальвецци, Кристофано
Кристофано Мальвецци (итал. Cristofano Malvezzi; крещен 28 июля 1547, Лукка — 22 января 1599, Флоренция) — итальянский органист и композитор. Был одним из самых известных композиторов во Флоренции, служившим при дворе Медичи.

## Биография
Мальвецци родился в Лукке. С 1551 года он жил во Флоренции, с 1562 служил семье Медичи. Был музыкальным учителем, среди его учеников был Якопо Пери, которого считают изобретателем оперы. Его брат Альбериго также был органистом и композитором.
Наиболее известен как организатор музыкального оформления и главный автор музыки (так называемых интермедий) к театральной пьесе «La pellegrina» Дж. Баргальи. Постановка пьесы с интермедиями была частью пышных празднеств, приуроченных к бракосочетанию герцога Фердинандо I и Кристины Лотарингской в мае 1589 года во Флоренции.

## Сочинения
- Intermedi et concerti composti per la commedia La Pellegrina (15 brani) rappresentata nel 1589.